# Maxwell Exsted
Maxwell Exsted (* 12. März 2007) ist ein US-amerikanischer Tennisspieler. 2024 und 2025 gewann er die Juniorenausgaben der Australian Open im Doppel.

## Persönliches
Maxwell Exsted stammt ursprünglich aus Savage, Minnesota. Er zog mit seinen Eltern Chris und Jodi nach Miramar, Florida, um mit Tennistrainer Courtney Scott und dem USTA-Trainer Jon Glover am USTA-Campus in Orlando zu trainieren. Seine Geschwister, Alex und Isabelle, spielten beide College Tennis.

## Karriere
Seit 2021 ist Exsted auf der ITF Junior Tour aktiv und kann dort bis Ende 2025 spielen. Seit 2023 nahm er an sechs Grand-Slam-Turnieren der Junioren teil und schaffte es im Einzel bislang nur zweimal über die erste Runde hinaus. Im Doppel erreichte er 2024 jedoch größere Erfolge: Gemeinsam mit Cooper Woestendick zog er ins Halbfinale der Wimbledon Championships ein und gewann den Titel bei den Australian Open. Zusammen mit dem Tschechen Jan Kumstát siegte er im Juniorendoppel der Australian Open 2025. Während seiner Juniorenzeit gewann er zudem vier Einzel- und acht weitere Doppeltitel, darunter vier Turniersiege der zweithöchsten Juniorenkategorie wie die Trofeo Bonfiglio, J1 San Diego, J1 Traralgon und die Porto Alegre Junior Championships. Seine höchste Position in der Junioren-Rangliste erreichte er im Juni 2024 mit Rang 25.
Im Jahr 2023 spielte Exsted seine ersten drei Profiturniere. Auf der drittklassigen ITF Future Tour zog er dabei zweimal in die zweite Runde ein und sammelte so die ersten Punkte für die Tennisweltrangliste.